# Comotor
La Comotor SA è stata una joint-venture franco-tedesca stretta fra gli anni sessanta e gli anni settanta tra la Citroën e la NSU.

## Storia

### Origini e sviluppo
Questa joint-venture fu stipulata nel 1967 in Lussemburgo allo scopo di portare la tecnologia del motore Wankel anche alla Citroën, che aveva previsto tale soluzione tecnica per equipaggiare i suoi prototipi sperimentali Citroën M35 e la successiva GS Birotor. La NSU impiegava infatti il motore Wankel già da alcuni anni sotto il cofano della sua NSU Spider e ne deteneva i diritti. La joint-venture Comotor fece seguito a un'altra precedente collaborazione, quella nota con il nome di Comobil, che era nata tre anni prima sempre tra Citroën e NSU, e che si prefiggeva la progettazione in comune di una vettura con motore rotativo.
Nel 1969, nella città di Altforweiler, in Germania, fu costruito uno stabilimento destinato alla produzione di questi motori: qui, a partire dal 1972, verranno prodotti i motori destinati ai modelli Citroën già citati, così come i motori destinati invece alla NSU Ro 80. La joint-venture Comotor cesserà di esistere nel 1977, quando in seguito allo scarso successo ottenuto dai motori rotativi, nonché alla scarsa affidabilità degli stessi, si decise di abbandonarne lo studio e lo sviluppo. Lo stabilimento di Altforweiler, che impiegava 200 dipendenti, fu smantellato.

### Il motore rotativo Comotor

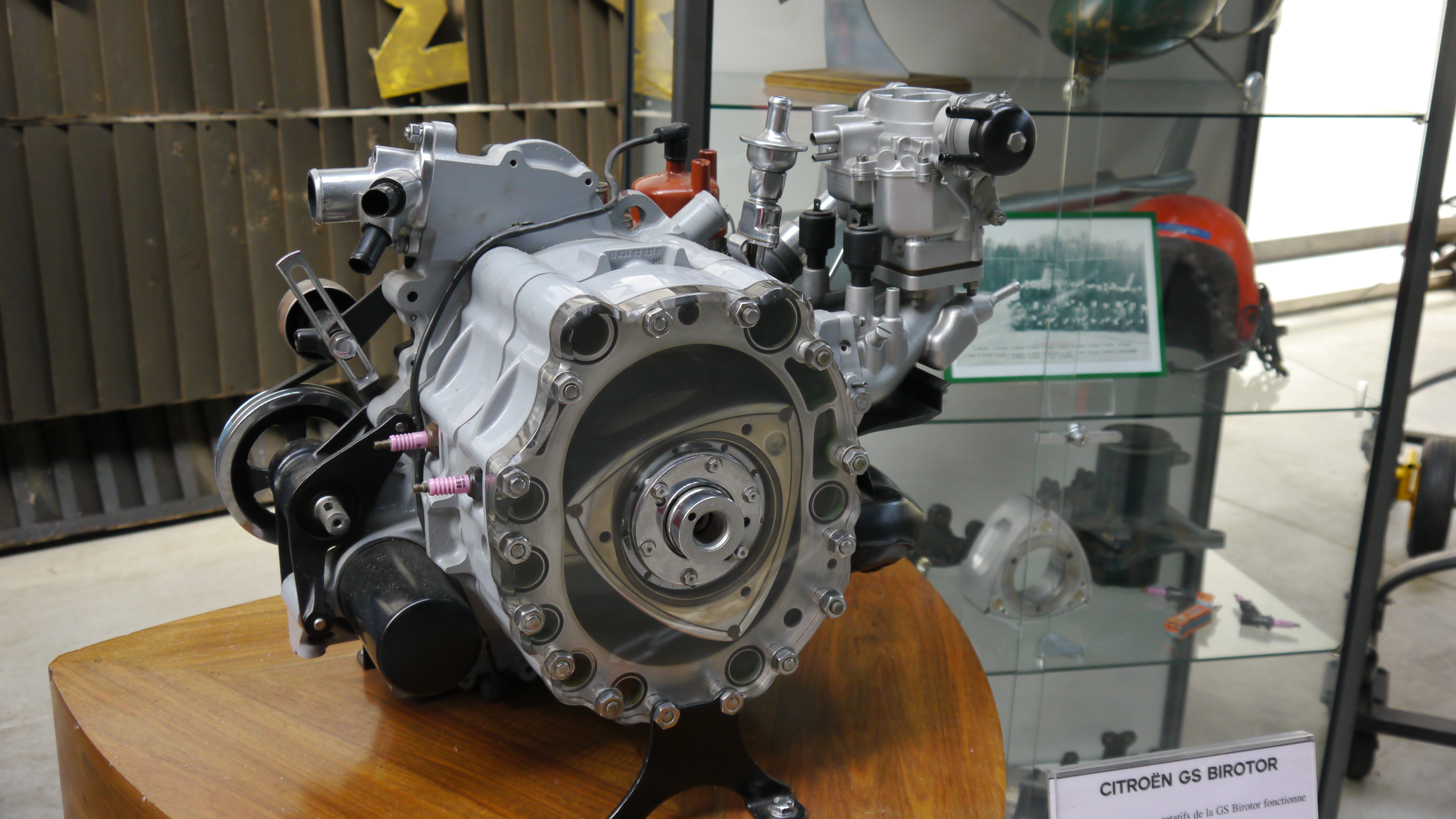
Un motore rotativo Comotor

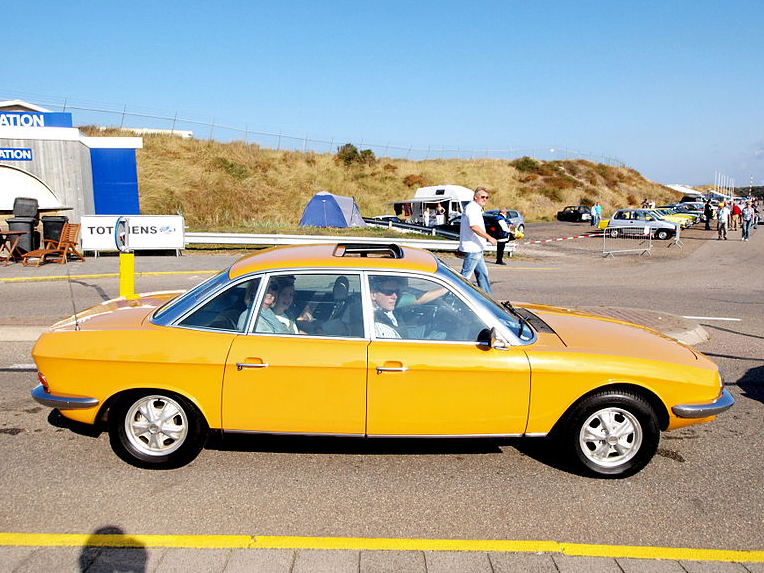
La NSU Ro 80 è stata l'unica applicazione NSU di un motore Comotor

Il motore Comotor è innanzitutto un motore termico, come qualsiasi altro motore tradizionale, ma sfrutta i princìpi dettati a suo tempo da Felix Wankel, l'inventore dei primi motori rotativi. Il motore Comotor è un motore birotore, in cui i due rotori triangolari a lati convessi ruotano all'interno di due statori epitrocoidali e convertono così l'energia termica in energia meccanica attraverso una rotazione il cui movimento viene poi trasmesso all'albero a gomiti per mezzo di manovellismi.
Il motore Comotor possiede le seguenti caratteristiche:
| *                        | Monorotore Comotor                               | Type 624                                                                    | Type 626                                                                          |
| ------------------------ | ------------------------------------------------ | --------------------------------------------------------------------------- | --------------------------------------------------------------------------------- |
| Posizione                | Anteriore trasversale                            | Anteriore trasversale                                                       | Anteriore longitudinale                                                           |
| Architettura             | Motore rotativo Wankel a uno statore e un rotore | Motore rotativo Wankel a due statori e due rotori                           | Motore rotativo Wankel a due statori e due rotori                                 |
| Cilindrata (cm³)         | 995                                              | 1990                                                                        | 1990                                                                              |
| Alimentazione            | -                                                | Un carburatore doppio corpo Solex 32 DDTIS, ogni corpo alimenta un trocoide | Un carburatore doppio corpo Solex 32 DDTIS oppure due carburatori Solex 18/32 HHD |
| Rapporto di compressione | 9:1                                              | 9:1                                                                         | 9:1                                                                               |
| Potenza massima (CV/rpm) | 49/5500                                          | 107/6500                                                                    | 115/5600                                                                          |
| Coppia massima (Nm/rpm)  | 69/2750                                          | 137/3000                                                                    | 164/4500                                                                          |
| Applicazioni             | Citroën M35                                      | Citroën GS Birotor                                                          | NSU Ro 80                                                                         |
| Anni di produzione       | 1969-71                                          | 1973-1975                                                                   | 1967-77                                                                           |